# Coln St. Dennis
Coln St. Dennis est une paroisse civile et un village du Gloucestershire, en Angleterre.